# Губайдулла Чингісхан
Султан Хаджі Губайдулла Джангер Хан огли, також Губайдулла Джангерович Чингісхан (Чингіс-Хан) (каз. Сұлтан Қажы Ғұбайдолла Жәңгірұлы Шыңғысхан; 6 травня 1840, Ханська ставка, Букеєвська орда — 28 лютого 1909, Ялта) — російський воєначальник казахського походження. Син хана Букеєвської орди Жангіра, онук Букея, чингізид-торе. Учасник російсько-турецької війни 1877-1878 років. Генерал від кавалерії (1894).

## Біографія

### Раннє життя
Губайдулла Чингісхан народився 6 (18) травня 1840 року в столиці Букеєвської орди Ханській Ставці. Його батько Жангір (Джангер) був ханом Букеєвської орди. Мати Фатіма — дочка татарського муфтія Мухаммеджана Хусаїнова. У віці 5 років Губайдулла втратив батька, незабаром після цього померла і мати.

### Освіта
Початкову освіту здобув у російськомовній школі, яку відкрив його батько в Букеєвській орді. У 7-річному віці вступив до Оренбурзького Неплюєвського кадетського корпусу, де також навчалися його старші брати Сахіб-Керей, Ібрагім і Ахмет-Керей. У 1849 році Губайдулла Чингісхан разом з ад'ютантом Оренбурзького генерал-губернатора осавулом Житковим вирушив до Санкт-Петербурга і його прийняли на навчання в Імператорський пажеський корпус. Його брати також були випускниками Пажеського корпусу. Сини Жангіра були єдиними казахами, які закінчили цей військово-навчальний заклад.

### Військова служба
Закінчивши з відзнакою Пажеський корпус, 16 червня 1856 року камерпаж Губайдулла Чингісхан розпочав службу в Лейбгвардії Козачому полку в чині корнета та здобув титул султана. Того ж року його разом із братами запросили на церемонію коронації імператора Олександра II як представників Букеєвської орди.
У 1857 році його перевели в Оренбург, призначили на посаду спеціального офіцера у справах казахів, башкир і татар. У 1866 році ротмістр Чингісхан був направлений у розпорядження отамана Донських козаків, за рік переведений служити в північно-західну частину Російської імперії.

#### Російсько-турецька війна (1877—1878)
У 1877-1878 роках брав участь у російсько-турецькій війні. 31 серпня 1877 року флігель-ад'ютанта, полковника Лейбгвардії Козачого полку Чингісхана Губайдуллу нагородили Золотою шашкою з написом «За хоробрість». 1 січня 1878 року його висвятили в генерал-майори із зарахуванням до Свити Його Імператорської Величності. Того ж року був нагороджений Сербським великим офіцерським хрестом. У 1879 році був відзначений орденом Святого Володимира 3-го ступеня з мечами. У 1882 році був нагороджений орденом Святого Станіслава 1-го ступеня і Чорногорською золотою медаллю «За хоробрість».
30 серпня 1888 року був проведений у генерал-лейтенанти та визначений у запас по армійській кавалерії. 7 травня 1894 року його висвятили в генерали від кавалерії зі звільненням зі служби, з мундиром і з пенсією.

### Останні роки життя
Був головою Особливої комісії про вакуфи в Криму до 7 грудня 1899 року.
В останній рік життя його дружиною стала нащадна дворянка, акторка Феодосія Вілінська (1858-1931) (через два місяці після смерті чоловіка отримала прізвище Чингісхан), знаменита перша виконавиця партії Снігурки в опері «Снігуронька» Миколи Андрійовича Римського-Корсакова.
Похований на мусульманському кладовищі «Дерикьой» поблизу Ялти.

## Сім'я
Губайдулла Чингісхан є сином хана Букеєвської орди Жангіра та онуком Букея. Дружиною військового діяча стала Феодосія Вілінська, з якою він одружився 1909 року.

## Нагороди
- Золота шашка «За хоробрість» (1877)
- Орден Святого Володимира 3-го ступеня з мечами (1879)
- Орден Святого Станіслава 1-го ступеня (1882)
- Чорногорська золота медаль «За хоробрість» (1882)